# Jouy-aux-Arches
Jouy-aux-Arches és un municipi francès, situat al departament del Mosel·la i a la regió del Gran Est. L'any 2007 tenia 1.593 habitants.

## Demografia

### Població
El 2007 la població de fet de Jouy-aux-Arches era de 1.593 persones. Hi havia 580 famílies, de les quals 128 eren unipersonals (48 homes vivint sols i 80 dones vivint soles), 180 parelles sense fills, 220 parelles amb fills i 52 famílies monoparentals amb fills.
La població ha evolucionat segons el següent gràfic:
Habitants censats

### Habitatges
El 2007 hi havia 620 habitatges, 588 eren l'habitatge principal de la família, 6 eren segones residències i 26 estaven desocupats. 480 eren cases i 136 eren apartaments. Dels 588 habitatges principals, 455 estaven ocupats pels seus propietaris, 113 estaven llogats i ocupats pels llogaters i 20 estaven cedits a títol gratuït; 9 tenien una cambra, 30 en tenien dues, 79 en tenien tres, 110 en tenien quatre i 360 en tenien cinc o més. 462 habitatges disposaven pel capbaix d'una plaça de pàrquing. A 215 habitatges hi havia un automòbil i a 319 n'hi havia dos o més.

### Piràmide de població
La piràmide de població per edats i sexe el 2009 era:
| Homes | Edats   | Dones |
| ----- | ------- | ----- |
| 0     | 95 o +  | 0     |
| 0     | 90 a 94 | 20    |
| 0     | 85 a 89 | 44    |
| 8     | 80 a 84 | 28    |
| 16    | 75 a 79 | 40    |
| 28    | 70 a 74 | 60    |
| 40    | 65 a 69 | 32    |
| 36    | 60 a 64 | 32    |
| 28    | 55 a 59 | 52    |
| 44    | 50 a 54 | 16    |
| 72    | 45 a 49 | 52    |
| 64    | 40 a 44 | 72    |
| 68    | 35 a 39 | 88    |
| 56    | 30 a 34 | 48    |
| 32    | 25 a 29 | 32    |
| 28    | 20 a 24 | 32    |
| 88    | 15 a 19 | 40    |
| 24    | 10 a 14 | 88    |
| 44    | 5 a 9   | 56    |
| 36    | 0 a 4   | 24    |

## Economia
El 2007 la població en edat de treballar era de 1.015 persones, 761 eren actives i 254 eren inactives. De les 761 persones actives 712 estaven ocupades (382 homes i 330 dones) i 49 estaven aturades (24 homes i 25 dones). De les 254 persones inactives 78 estaven jubilades, 109 estaven estudiant i 67 estaven classificades com a «altres inactius».

### Ingressos
El 2009 a Jouy-aux-Arches hi havia 570 unitats fiscals que integraven 1.505,5 persones, la mediana anual d'ingressos fiscals per persona era de 21.818 €.

### Activitats econòmiques
Dels 230 establiments que hi havia el 2007, 1 era d'una empresa extractiva, 2 d'empreses alimentàries, 1 d'una empresa de fabricació de material elèctric, 6 d'empreses de fabricació d'altres productes industrials, 32 d'empreses de construcció, 98 d'empreses de comerç i reparació d'automòbils, 9 d'empreses de transport, 21 d'empreses d'hostatgeria i restauració, 1 d'una empresa d'informació i comunicació, 6 d'empreses financeres, 11 d'empreses immobiliàries, 27 d'empreses de serveis, 5 d'entitats de l'administració pública i 10 d'empreses classificades com a «altres activitats de serveis».
Dels 47 establiments de servei als particulars que hi havia el 2009, 5 eren tallers de reparació d'automòbils i de material agrícola, 1 establiment de lloguer de cotxes, 4 paletes, 1 guixaire pintor, 1 fusteria, 8 lampisteries, 3 electricistes, 5 empreses de construcció, 3 perruqueries, 14 restaurants i 2 agències immobiliàries.
Dels 50 establiments comercials que hi havia el 2009, 2 eren supermercats, 3 grans superfícies de material de bricolatge, 1 una gran superfície de material de bricolatge, 2 fleques, 1 una fleca, 1 una peixateria, 11 botigues de roba, 7 botigues d'equipament de la llar, 4 botigues d'electrodomèstics, 10 botigues de mobles, 1 una botiga de mobles, 1 una botiga de material esportiu, 4 drogueries, 1 un drogueria i 1 una joieria.
L'any 2000 a Jouy-aux-Arches hi havia 3 explotacions agrícoles.

## Equipaments sanitaris i escolars
El 2009 hi havia 1 escola maternal i 1 escola elemental.

## Poblacions més properes
El següent diagrama mostra les poblacions més properes.